# Litoria pearsoniana
Litoria pearsoniana är en groddjursart som först beskrevs av Stephen J. Copland 1961.  Litoria pearsoniana ingår i släktet Litoria och familjen lövgrodor. IUCN kategoriserar arten globalt som nära hotad. Inga underarter finns listade i Catalogue of Life.